# Tournoi pré-olympique de l'UEFA 1986-1988
Navigation
Los Angeles 1984
Le tournoi pré-olympique de l'UEFA 1986-1988 a eu pour but de désigner les 5 nations qualifiées au sein de la zone Europe pour participer au tournoi final de football, disputé lors des Jeux olympiques de Séoul en 1988. 27 pays originaires du continent européen ont effectivement pris part aux matches de qualification,,.
Le tournoi européen de qualification aux Jeux olympiques d'été de 1988 s'est déroulé du 10 septembre 1986 au 31 mai 1988 entre cinq poules de cinq équipes. Deux tours préliminaires distincts ont été disputés pour décider qui de Chypre ou de la Grèce et du Liechtenstein ou de la Suisse rejoindrait les quatre autres nations, respectivement, des Groupe A et D. À l'issue de ces éliminatoires, l'Allemagne de l'Ouest, l'Italie, la Suède, l'Union soviétique et la Yougoslavie ont décroché leur participation au tournoi olympique. Médaillée d'or et tenante du titre, la France est néanmoins contrainte de participer aux qualifications et est ainsi la première nation titrée à ne pas participer au tournoi final à la suite de son élimination.

## Pays qualifiés
| Dates                               | Lieu      | Places | Qualifiés                                                      |
| ----------------------------------- | --------- | ------ | -------------------------------------------------------------- |
| du 10 septembre 1986 au 31 mai 1988 | Itinérant | 5      | Allemagne de l’Ouest Italie Suède Union soviétique Yougoslavie |

## Format des qualifications
Dans les phases de qualification en groupe disputées selon le système de championnat, en cas d’égalité de points de plusieurs équipes à l'issue de la dernière journée, les critères suivants sont appliqués dans l'ordre indiqué pour établir leur classement :

- Meilleure différence de buts,
- Plus grand nombre de buts marqués.

Dans le système à élimination directe avec des matches aller et retour, en cas d'égalité parfaite au score cumulé des deux rencontres, les mesures suivantes sont d'application :

- Organisation de prolongations et, au besoin, d'une séance de tirs au but, si les deux équipes sont toujours à égalité au terme des prolongations, et
- La règle des buts marqués à l'extérieur est en vigueur.

## Résultats des qualifications

### Groupe A

#### Tour préliminaire
| Équipe 1 | Résultat | Équipe 2 | Aller | Retour |
| -------- | -------- | -------- | ----- | ------ |
| Chypre   | 1 - 4    | Grèce    | 1 - 2 | 0 - 2  |

| Rang | Équipe               | Pts | J | G | N | P | Bp | Bc | Diff |  | Résultats (▼ dom., ► ext.) |     |     |     |     |     |
| ---- | -------------------- | --- | - | - | - | - | -- | -- | ---- |  | -------------------------- | --- | --- | --- | --- | --- |
| 1    | Allemagne de l’Ouest | 12  | 8 | 5 | 2 | 1 | 16 | 4  | +12  |  | Allemagne de l’Ouest       |     | 1-1 | 5-1 | 3-0 | 3-0 |
| 2    | Danemark             | 11  | 8 | 5 | 1 | 2 | 23 | 5  | +18  |  | Danemark                   | 0-1 |     | 3-0 | 8-0 | 4-0 |
| 3    | Pologne              | 10  | 8 | 4 | 2 | 2 | 11 | 10 | +1   |  | Pologne                    | 1-1 | 2-0 |     | 1-0 | 5-1 |
| 4    | Roumanie             | 5   | 8 | 2 | 1 | 5 | 5  | 17 | -12  |  | Roumanie                   | 1-0 | 1-2 | 0-0 |     | 0-1 |
| 5    | Grèce                | 2   | 8 | 1 | 0 | 7 | 4  | 23 | -19  |  | Grèce                      | 0-2 | 0-5 | 0-1 | 2-3 |     |

### Groupe B
| Rang | Équipe             | Pts | J | G | N | P | Bp | Bc | Diff |  | Résultats (▼ dom., ► ext.) |     |     |     |     |     |
| ---- | ------------------ | --- | - | - | - | - | -- | -- | ---- |  | -------------------------- | --- | --- | --- | --- | --- |
| 1    | Italie             | 13  | 8 | 5 | 3 | 0 | 11 | 1  | +10  |  | Italie                     |     | 1-1 | 1-0 | 3-0 | 2-0 |
| 2    | Allemagne de l'Est | 11  | 8 | 4 | 3 | 1 | 12 | 5  | +7   |  | Allemagne de l'Est         | 0-0 |     | 3-0 | 4-2 | 3-0 |
| 3    | Portugal           | 8   | 8 | 2 | 4 | 2 | 4  | 6  | -2   |  | Portugal                   | 0-0 | 0-0 |     | 1-1 | 2-1 |
| 4    | Pays-Bas           | 5   | 8 | 1 | 3 | 4 | 6  | 12 | -6   |  | Pays-Bas                   | 0-1 | 0-1 | 0-0 |     | 1-0 |
| 5    | Islande            | 3   | 8 | 1 | 1 | 6 | 5  | 14 | -9   |  | Islande                    | 0-3 | 2-0 | 0-1 | 2-2 |     |

### Groupe C
| Rang | Équipe               | Pts | J | G | N | P | Bp | Bc | Diff |  | Résultats (▼ dom., ► ext.) |     |     |     |     |     |
| ---- | -------------------- | --- | - | - | - | - | -- | -- | ---- |  | -------------------------- | --- | --- | --- | --- | --- |
| 1    | Suède                | 13  | 8 | 6 | 1 | 1 | 13 | 6  | +7   |  | Suède                      |     | 1-0 | 2-0 | 1-0 | 4-2 |
| 2    | Hongrie              | 11  | 8 | 5 | 1 | 2 | 13 | 8  | +5   |  | Hongrie                    | 2-1 |     | 2-1 | 3-1 | 2-2 |
| 3    | Espagne              | 6   | 8 | 1 | 4 | 3 | 9  | 12 | -3   |  | Espagne                    | 1-1 | 1-0 |     | 2-2 | 1-2 |
| 4    | République d'Irlande | 5   | 8 | 1 | 3 | 4 | 10 | 12 | -2   |  | République d'Irlande       | 0-1 | 1-2 | 2-2 |     | 3-0 |
| 5    | France               | 5   | 8 | 1 | 3 | 4 | 9  | 16 | -7   |  | France                     | 1-2 | 0-2 | 1-1 | 1-1 |     |

### Groupe D

#### Tour préliminaire
| Équipe 1      | Résultat | Équipe 2 | Aller  | Retour |
| ------------- | -------- | -------- | ------ | ------ |
| Liechtenstein | 0 - 19   | Suisse   | 0 - 10 | 0 - 9  |

| Rang | Équipe           | Pts | J | G | N | P | Bp | Bc | Diff |  | Résultats (▼ dom., ► ext.) |     |     |     |     |     |
| ---- | ---------------- | --- | - | - | - | - | -- | -- | ---- |  | -------------------------- | --- | --- | --- | --- | --- |
| 1    | Union soviétique | 14  | 8 | 6 | 2 | 0 | 12 | 2  | +10  |  | Union soviétique           |     | 2-0 | 0-0 | 1-0 | 2-0 |
| 2    | Bulgarie         | 10  | 8 | 4 | 2 | 2 | 13 | 5  | +8   |  | Bulgarie                   | 0-1 |     | 2-0 | 4-0 | 3-1 |
| 3    | Suisse           | 7   | 8 | 2 | 3 | 3 | 8  | 10 | -2   |  | Suisse                     | 2-4 | 1-1 |     | 1-0 | 2-0 |
| 4    | Norvège          | 5   | 8 | 0 | 5 | 3 | 1  | 7  | -6   |  | Norvège                    | 0-0 | 0-0 | 0-0 |     | 1-1 |
| 3    | Turquie          | 4   | 8 | 1 | 2 | 5 | 5  | 15 | -10  |  | Turquie                    | 0-2 | 0-3 | 3-2 | 0-0 |     |

### Groupe E
| Rang | Équipe          | Pts | J | G | N | P | Bp | Bc | Diff |  | Résultats (▼ dom., ► ext.) |     |     |     |     |     |
| ---- | --------------- | --- | - | - | - | - | -- | -- | ---- |  | -------------------------- | --- | --- | --- | --- | --- |
| 1    | Yougoslavie     | 13  | 8 | 6 | 1 | 1 | 17 | 5  | +12  |  | Yougoslavie                |     | 1-0 | 4-0 | 2-1 | 5-0 |
| 2    | Tchécoslovaquie | 12  | 8 | 6 | 0 | 2 | 10 | 3  | +7   |  | Tchécoslovaquie            | 1-0 |     | 2-0 | 1-0 | 2-0 |
| 3    | Belgique        | 7   | 8 | 3 | 1 | 4 | 8  | 13 | -5   |  | Belgique                   | 2-2 | 0-2 |     | 2-3 | 1-0 |
| 4    | Autriche        | 4   | 8 | 2 | 0 | 6 | 7  | 11 | -4   |  | Autriche                   | 0-1 | 2-0 | 0-1 |     | 0-2 |
| 5    | Finlande        | 4   | 8 | 2 | 0 | 6 | 5  | 15 | -10  |  | Finlande                   | 1-2 | 0-2 | 0-2 | 2-1 |     |